# La Línea de la Concepción
La Línea de la Concepción of kortweg La Línea is een Spaanse plaats die tegen Gibraltar aan ligt, in de provincie Cádiz. De plaats ligt aan de Baai van Gibraltar. De grens tussen Spanje en Gibraltar is bij deze plaats.

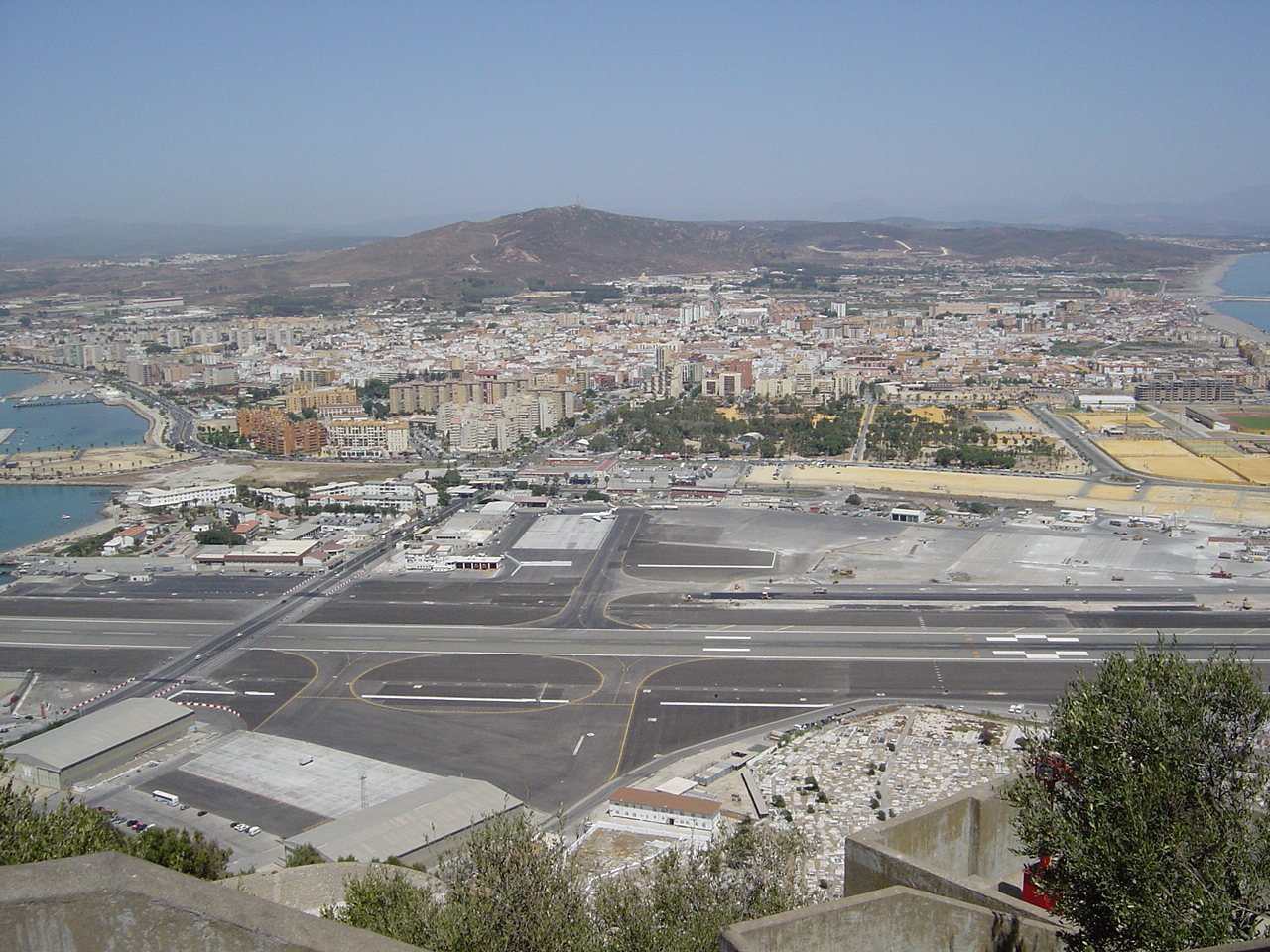
La Línea de la Concepción met op de voorgrond het vliegveld van Gibraltar

La Línea is een van de nieuwste steden van Spanje. De plaats is in de 18e eeuw door Filips V gesticht als "Línea de Contravalación de la Plaza de Gibraltar", toen Gibraltar Brits werd. Filips V wilde de Britten in toom houden en liet daarom op deze plek fortificaties bouwen. Toen Spanje en het Verenigd Koninkrijk in de 19e eeuw in Frankrijk echter een gemeenschappelijke vijand hadden, en de Fransen Spanje binnenvielen, tekenden de Britten en de Spanjaarden een defensieverdrag. De fortificaties werden nu door de Britten weer afgebroken, met als reden dat deze anders in handen van de Fransen zouden kunnen vallen.
Wie van elders in Spanje met het openbaar vervoer naar Gibraltar reist, zal doorgaans met de bus of trein naar La Línea reizen, en van daar uit naar Gibraltar lopen. De afstand van het busstation naar de grens met Gibraltar is enkele tientallen meters.

## Demografische ontwikkeling
Bron: INE; 1857-2011: volkstellingen
Voor 1877 maakte La Línea de la Concepción deel uit van de gemeente San Roque.

## Geboren
- José Cruz Herrera (1890-1972), kunstschilder
- Adrián Gavira (1987), beachvolleyballer